# Storie di Draghi, Maghi e Guerrieri
Storie di Draghi, Maghi e Guerrieri è una collana di romanzi fantasy edita dalla Delos Books.
Nata nel 2008, si propone di pubblicare romanzi di genere fantasy per ragazzi, storie snelle che si possano leggere rapidamente. La collana è caratterizzata dalla presenza di due pseudonimi collettivi, Kay Pendragon per il fantasy tradizionale e Yon Kasarai per quello di matrice orientale. Nel 2009, per alcune uscite, i romanzi sono stati presentati con i nomi dei veri autori, aggiungendo in copertina la dicitura "Kay Pendragon Presenta".
È uscito a luglio 2009 il cofanetto contenente i primi 5 volumi, il cui titolo richiama la collana stessa, Storie di Draghi, Maghi e Guerrieri.
Le copertine della collana sono realizzate da Maurizio Campidelli.

## Volumi pubblicati
1. Kay Pendragon, Domatori di draghi (Trad. Jari Lanzoni)
2. Kay Pendragon, La gemma del dolore (Trad. Nunzio Donato)
3. Yon Kasarai, Pazuzu (Trad. Danilo Arona)
4. Kay Pendragon, Draghia (Trad. Cinzia Pierangelini)
5. Kay Pendragon, Il sangue dell'elfo (Trad. Umberto Maggesi)
6. Yon Kasarai, Kami (Trad. Aldo Cola)
7. Kay Pendragon, Il drago di pietra (Trad. Antonella Forina)
8. Nunzio Donato, Zenami
9. Luigi Brasili, Lacrime di drago
10. Luca Di Gialleonardo, La dama bianca
11. Andrea Franco, Il Signore del Canto
12. Kay Pendragon, Khang il visionario (Trad. Antonella Forina)
13. Cristian Pavone, Gli orchi di Kunnat